# Theridion musivivum
Theridion musivivum là một loài nhện trong họ Theridiidae.
Loài này thuộc chi Theridion. Theridion musivivum được Joachim Schmidt miêu tả năm 1956.